# 秋山莉奈
秋山 莉奈（あきやま りな、1985年9月26日 - ）は、日本の女優、タレント、元グラビアアイドルである。
現在の本名は後藤 莉奈（ごとう りな。結婚前の旧姓は現芸名と同一）。
東京都出身。キリンプロ所属。清楚なルックスとスレンダーな肢体とはアンバランスな巨尻が特徴。お尻を強調したプロモーションを行い、グラビアアイドル時代は「オシリーナ」の愛称で多数のグラビアをこなしていた。
夫はボートレーサーの後藤翔之。また後藤隼之は義理の弟、後藤美翼は義理の妹、隼之の妻の伊藤玲奈および永井虎也とは遠戚（4人とも翔之と同じくボートレーサー）である。

## 略歴
2001年の『仮面ライダーアギト』で風谷真魚役として女優デビュー（それ以前はCMなどの子役モデルをしていた）。以降、2007年の『仮面ライダー電王』と2009年の『仮面ライダーディケイド』の両作でデンライナーの乗務員・ナオミ役として出演。劇場版では2001年の『劇場版 仮面ライダーアギト PROJECT G4』を筆頭に10回程度出演している。仮面ライダー以外の特撮テレビ番組においては、2006年の『轟轟戦隊ボウケンジャー』にゲスト出演。
2007年4月8日、PRIDE.34より、フレッシュサポーターとしてPRIDEのコメンテーターおよび選手へのインタビュアーを務めた。
2008年2月、漫画情報サイトマンガナビにて、コラム『秋山莉奈の「マンガ知りたがり〜な★」』を連載中。
同年4月、フジテレビのバラエティ番組『〜ジョーデキ!POP COMPANY〜POP屋』にて南明奈・小阪由佳らと共に番組から生まれた口パクアイドルユニット「Peachy's」を結成した。
2008年10月、東京ゲームショウのハドソンコーナーのイメージキャラクターに出演した。
2010年2月1日、ベジフルカフェ&バー「りーな」の運営を開始したが、2012年5月に閉店している。
2015年6月30日、ボートレーサーの後藤翔之との結婚をブログで発表。同年10月21日、第1子妊娠を報告。2016年2月19日、第1子男児を出産。2020年3月26日、第2子妊娠を報告。同年5月23日、第2子男児の出産を報告。2022年8月31日、第3子の出産を報告。
結婚・妊娠、出産に伴いグラビアアイドルとしての活動は卒業している。

## 人物
- 趣味は菓子作り。特技はピアノ、ソフトテニス、陸上。
- 好きな食べ物はチョコレートとプリン。
- グラビアアイドル時代からの仲間では、木口亜矢や森下悠里と親交がある。
- BOMB!のインタビューで、尻が大きくなった原因は「うつ伏せで寝る癖があるからではないかと考えている」といった意の発言をしている。また同時に「代償として胸は大きくならなかった」とも語った。
- 「オシリーナ」の愛称は、デビュー当時雑誌によってキャッチコピーがバラバラだったのを見た本人が「だったら自分で考案してしまえ」との理由で、アピールポイントのお尻と自らの名前から名付けたものだという。「オシリーナ」へのこだわりは強く、過去に東京スポーツのインタビューで「生涯"オシリーナ"でいたい」と語ったこともある[9]。
- 写真集『Secret Face』ではパンドルショーツを着用した姿が話題を呼んだ。
- 愛犬飼育管理士・野菜ソムリエ・農業ファームマエストロ・食品衛生管理士の資格を所持している[10]。

## 出演

### テレビドラマ
- 仮面ライダーシリーズ（テレビ朝日）
  - 仮面ライダーアギト（2001年1月 - 2002年1月） - 風谷真魚 役
  - 仮面ライダー電王（2007年1月 - 2008年1月） - ナオミ 役
  - 仮面ライダーディケイド 第14話・15話（2009年4月26日 - 5月3日） - ナオミ 役
  - 仮面ライダージオウ 第31話・32話（2019年4月14日 - 21日） - 風谷真魚 役 ※友情出演[11]
- 恋愛偏差値（2002年、フジテレビ） - 寿あかね 役
- ショコラ（2003年、毎日放送） - 御手洗リル子 役
- 17才夏。（2003年、朝日放送） - 花村恵 役
- 子連れ狼 第3部 第7話（2004年8月23日、テレビ朝日） - お千代 役
- 音の犯罪捜査官・響奈津子（2005年、フジテレビ）
- 水戸黄門 第35部 第19話「箱入娘と最強の用心棒 ー 中津」（2006年2月27日、TBS） - おみつ 役
- 新・いのちの現場から2（2006年、毎日放送）
- ハツカレ（2006年、ネットシネマ） - フクちゃん 役
- 名奉行! 大岡越前 第2部 第2話（2006年、テレビ朝日） - お咲 役
- クピドの悪戯 虹玉（2006年、テレビ東京） - 大倉怜子 役
- 轟轟戦隊ボウケンジャー 第43話（2006年12月24日、テレビ朝日） - イヴ 役
- のぞき屋（2007年4月 - 7月、テレビ東京） - 高見沢レイカ 役
- 24のひとみ（2007年10月 - 2008年4月、TBSテレビ） - ひとみ先生 役
- 世にも奇妙な物語'08 春の特別編「日の出通り商店街 いきいきデー」（2008年4月2日、フジテレビ） - ナミエ 役
- ツジツマ（2008年9月26日、テレビ朝日）
- ギラギラ（2008年、朝日放送・テレビ朝日） - 植木エミ 役
- ナサケの女〜国税局査察官〜 第6話（2010年11月25日、テレビ朝日） - 青山珠美 役
- 修羅雪姫（2011年3月27日、BS-TBS） - 六江 役
- 新・おとり捜査官19（2015年9月12日、テレビ朝日） - 安永千秋 役

### テレビアニメ
- クレヨンしんちゃん 真夏の夜にオラ参上!嵐を呼ぶ電王VSしん王60分スペシャル!!「仮面ライダー電王+しん王」（2007年8月、テレビ朝日） - ナオミ 役

### バラエティー
- 秋山莉奈の素敵にトラベり〜な! → たびたび秋山さん → 秋山莉奈のベジフルライフ（パワーテレビジョン配給、地方民放局で放送）
- 秋山莉奈のまるごとスイーツお持ち帰り〜な
- 秋山莉奈&芳賀優里亜のJヴァカンス
- Shibuya Deep A（NHK-BS2）
- 風雲!モバラブ2008（東北放送）
- ウケウリ!!（2010年4月16日 - 、日本テレビ）
- ピンスポ!（2010年10月、東映チャンネル）
- 秋山莉奈のゆめぐり旅じかん!!（2012年11月 - ）

### インターネット
- インスピQ - ウェイバックマシン（2006年4月8日アーカイブ分） OCNオリジナルの無料動画番組

### モバイル
- アイドルがイッパイ（アイパイ）

### ラジオ
- 電撃大賞（2007年10月 - 2011年9月、文化放送）
- DJ Tomoaki’s Radio Show!（下北FM、2010年10月7日） - アシスタントMCとして出演

### Webラジオ
- 盗聴探偵物語 ON THE RADIO!（2011年6月7日 - 9月27日、音泉）

### 映画
- 仮面ライダーシリーズ
  - 劇場版 仮面ライダーアギト PROJECT G4（2001年） - 風谷真魚 役
  - 劇場版 仮面ライダー龍騎 EPISODE FINAL（2002年） - 遊園地スタッフ 役 ※友情出演
  - 劇場版 仮面ライダー電王 俺、誕生!（2007年） - ナオミ 役
  - 劇場版 仮面ライダー電王&キバ クライマックス刑事（2008年） - ナオミ 役
  - 劇場版 仮面ライダーキバ 魔界城の王（2008年） - 婦人警官 役 ※友情出演
  - 劇場版 さらば仮面ライダー電王 ファイナル・カウントダウン（2008年） - ナオミ 役
  - 劇場版 超・仮面ライダー電王&ディケイド NEOジェネレーションズ 鬼ヶ島の戦艦（2009年） - ナオミ 役
  - 仮面ライダー×仮面ライダー×仮面ライダー THE MOVIE 超・電王トリロジー（2010年） - ナオミ 役
    - EPISODE RED ゼロのスタートウィンクル
    - EPISODE BLUE 派遣イマジンはNEWトラル
    - EPISODE YELLOW お宝DEエンド・パイレーツ

  - オーズ・電王・オールライダー レッツゴー仮面ライダー（2011年） - ナオミ 役
  - 仮面ライダー×スーパー戦隊 スーパーヒーロー大戦（2012年） - ナオミ 役
  - 仮面ライダー電王 プリティ電王とうじょう!（2020年） - ナオミ 役[12]
- アインシュタインガール（2005年、ソフトバンクBB）
- ワン・ショット・トゥ・ラブ〜走れ!カメラ小僧!!〜（2005年） - 秋川ユリ（幽霊） 役
- マスター・オブ・サンダー 決戦!!封魔龍虎伝（2006年） - メイド・マミ 役
- エコエコアザラク B-page（2006年） - ミリス 役
- THE BATTLE CATS!（2008年） - 葉名恋 役
- 平凡ポンチ（2008年） - 鰐淵ミカ 役
- 特命係長 只野仁 最後の劇場版（2008年） - シルビア 役
- 窓ノ外ノ世界（2009年） - 宮前美沙 役
- 第2写真部（2009年） - 百村優子 役
- ハンドメイドエンジェル（2010年） - 瓜野ほのか 役
- ゴスロリ処刑人（2010年） - ユキ 役
- ハードライフ（2011年） - メグミ 役
- かなりあ 人生をうまく跳べない人2（2012年）
- アイアンガール（2012年） - アンヌ 役
- 東京闇虫（2013年） - 要 役

### 舞台
- 東京深夜舞台 第5回公演「未来タクシー」（2009年）
- 100LIFE ワンハンドレッドライフ（2010年4月23日 - 25日、前進座劇場）
- 第5回 東京パフォーマーズ倶楽部公演「浅草あちゃらか」（2010年9月16日 - 20日、六行会ホール） - 福富涼子 役
- Girls Rocketeer（2013年1月23日 - 27日、ザ・ポケット）
- Flying Trip 第6回公演「落下ガール」（2013年3月7日・9日・10日、シアターサンモール） - 主演・白金ヒロミ 役[注 2]
- 超青春合唱コメディ『SING!』（2013年6月5日 - 9日、東京芸術劇場 シアターウエスト / 6月14日 - 16日、世界館） - 山羽輪 役
- W-Speak 第7回公演「カンキン!?」（2013年7月11日 - 14日、赤坂元気劇場）

### プロモーションビデオ
- 徳永英明『愛が哀しいから』（2008年）

### オリジナルビデオ
- オタスケガール（2003年、アミューズメント / 円谷プロダクション） - 諸井亜由美 役
- ゾンビ屋れい子（2004年、エスエイチエンタテイメント） - 姫園れい子 役

### ゲーム・パチンコ
- METAL GEAR SOLID 3 SNAKE EATER（2004年、コナミ） - グラビアアイドルのポスター画像
- オール仮面ライダー ライダージェネレーション（2011年、バンダイナムコゲームス） - ナオミ 役[13]
- CR修羅雪姫（2011年、平和） - 六江 役

### ネットCM
- ウエルシア関東

## 作品

### ビデオ・DVD
1. 16beat Lovely Face （2001年10月12日、ジェネオンエンタテインメント）
2. DER （2002年3月20日、竹書房）
3. ジュニア・アイドルDVD Pure Angel （2002年、Softgarage）
4. Beach Angels 秋山莉奈 in グァム （2005年9月22日、バップ）
5. 楽園 〜二十歳のシークレット・パラダイス〜 （2005年11月、英知出版）
6. 失楽園 〜RINA、オトナへの決意〜 （2006年6月、晋遊舎）
7. K21 （2006年10月18日、ソニー・ミュージックエンタテインメント）
8. Hip Hop レボリューション （2007年1月24日、リバプール）
9. 悪戯な彼女。（2007年2月25日、GPミュージアムソフト）
10. 接近視線 （2007年4月27日、リバプール）
11. Hip Hop チャレンジャー （2007年6月20日、リバプール）
12. りなンチ （2007年9月15日、MS2）
13. SUN☆りな 〜太陽のオシリーナ〜 （2007年10月26日、フォーサイド・ドット・コム）
14. wonderful （2007年12月22日、ビーエムドットスリー）
15. りな☆MOON 〜満月のオシリーナ〜 （2008年1月25日、フォーサイド・ドット・コム）
16. 莉奈飯店〜めしあがリーナ〜 （2008年4月18日、フォーサイド・ドット・コム）
17. Perfect Time （2008年5月23日、フォーサイド・ドット・コム）木口亜矢と共演
18. I ラブ オシリーナ （2008年8月22日、ビーエムドットスリー）
19. TARGET （2008年11月18日、グラッソ）
20. アイラブオシリーナ -ノスタルジア- （2009年9月4日、グラッソ）
21. CHAIN SLAVE （2009年10月20日、モブキャスト）
22. アイラブオシリーナ 〜MyDoll〜 （2009年12月4日、グラッソ）
23. ザ・おしり （2010年5月28日、グラッソ）
24. 変身 （2010年9月24日、グラッソ）
25. ザ・おしり2 （2011年1月28日、グラッソ）
26. ザ・おしり3 （2011年5月27日、グラッソ）
27. 少年とオシリーナ（2012年6月27日、学研パブリッシング）
28. ボクの彼女（2013年5月25日、エアーコントロール）
29. 美尻物語（2013年8月30日、エスデジタル）
30. 思春期のおもてなし（2013年12月20日、イーネット・フロンティア）
31. また会えるよね。（2014年5月22日、イーネット・フロンティア）
32. シリーナ（2014年8月22日、竹書房）

### CD
1. Home sweet Home 「仮面ライダーアギト MUSIC & SONG COLLECTION」（2001年9月21日）収録
2. スパイキッズ（2001年11月21日、スパイキッズa.k.a「そらいろのきりん」/芳賀優里亜・尾崎裕美・松本由美子とのユニット）
3. 莉奈はオシリーナだから（2007年5月9日 GiRLS'PARTY）PV＆メイキングDVD付き CYCF-00008/B
4. セーラー美少女☆なんてったってオシリーナ（2007年8月8日）
5. Double-Action Coffee form（2007年9月26日、ナオミ（秋山莉奈）&愛理（松本若菜）名義）
6. エースをねらえ!〜オシリーナスマッシュ!!〜（2007年11月7日）
7. 淋しい熱帯魚（2008年3月26日、秋山莉奈 木口亜矢 として）
8. 『超 Climax Jump』(2009年4月22日)

### ドラマCD
- 盗聴探偵物語 シリーズ（森下ありさ 役）
  1. 「秋葉原メイドストーカー事件発生の巻」
  2. 「社長令嬢誘拐事件と7年前の亡霊の巻」
  3. 「過去からの手紙の巻」
  4. 「あしながおじさんの巻」

## 書籍

### 写真集
- Rina（2001年、桜桃書房）ISBN 978-4-7567-2493-9
- Kiss（2002年、秋田書店） ISBN 978-4-253-01076-4
- ゆっくり愛して Love Me Slowly（2004年、彩文館）
- 楽園 〜20歳のシークレット・パラダイス〜（2005年、英知出版） ISBN 978-4-7542-1600-9
- 失楽園 〜RINA、オトナへの決意〜（2006年、晋遊舎） ISBN 978-4-88380-532-7
- K21（2006年、学習研究社） ISBN 978-4-05-403126-5
- Breeze（2007年、アスコム） ISBN 978-4-7762-0406-0
- 雫 （2007年、小学館） ISBN 978-4-09-372106-6
- シークレット・フェイス （2008年、小学館） ISBN 978-4-09-103067-2 DVD付き

### ムック
- 秋山莉奈スペシャル・オシリーナDVDつきムック バイブル（2007年、MAX） ISBN 978-4-903491-22-6
- 秋山莉奈BEST HIPオシリーナ（2009年、学習研究社） ISBN 978-4-05-605610-5